# Donald Royal
Donald Adam Royal (22 de Maio de 1966, New Orleans, Louisiana) é um ex-jogador profissional de basquete. Começou sua carreira em 1987 no Continental Basketball Association, jogando pela equipe do Pensacola Tornados. Estreou na NBA em 3 de Novembro de 1989 pelo Minnesota Timberwolves contra o Seattle SuperSonics. Passou por outros diversos clubes na NBA e fora dela. Se aposentou em 1998, quando jogava no Charlotte Hornets, logo após a partida contra o Orlando Magic. 

## Estatísticas
| Temporada | Time                        | GP | GS | MPG  | FG%  | 3P% | FT%  | RPG | APG | SPG | BPG | PPG  |
| --------- | --------------------------- | -- | -- | ---- | ---- | --- | ---- | --- | --- | --- | --- | ---- |
| 1987-88   | Pensacola Silverbullets     |    |    |      |      |     |      |     |     |     |     |      |
| 1988-89   | Cedar Rapids Silver Bullets |    |    |      |      |     |      |     |     |     |     |      |
| 1989-90   | Minnesota Timberwolves      | 66 | 0  | 11.3 | 45.9 | 0.0 | 77.7 | 2.1 | 0.7 | 0.5 | 0.1 | 5.9  |
| 1990-91   | Maccabi Tel Aviv BC         |    |    |      |      |     |      |     |     |     |     |      |
| 1991-92   | San Antonio Spurs           | 60 | 4  | 12.0 | 44.9 | —   | 69.2 | 2.1 | 0.6 | 0.4 | 0.1 | 4.2  |
| 1992-93   | Orlando Magic               | 77 | 0  | 21.2 | 49.6 | 0.0 | 81.5 | 3.8 | 1.0 | 0.5 | 0.3 | 9.2  |
| 1993-94   | Orlando Magic               | 74 | 0  | 18.3 | 50.1 | 0.0 | 74.0 | 3.4 | 0.8 | 0.7 | 0.2 | 7.4  |
| 1994-95   | Orlando Magic               | 70 | 68 | 26.3 | 47.5 | 0.0 | 74.6 | 4.0 | 2.8 | 0.6 | 0.2 | 9.1  |
| 1995-96   | Orlando Magic               | 64 | 7  | 15.0 | 49.1 | 0.0 | 76.2 | 2.4 | 0.7 | 0.5 | 0.2 | 5.3  |
| 1996-97   | Orlando Magic               | 1  | 1  | 29.0 | 40.0 | 0.0 | 100  | 1.0 | 1.0 | 0.0 | 0.0 | 12.0 |
| 1996-97   | Golden State Warriors       | 36 | 1  | 14.1 | 38.5 | 0.0 | 79.5 | 2.6 | 0.4 | 0.3 | 0.3 | 3.8  |
| 1996-97   | Charlotte Hornets           | 25 | 2  | 12.8 | 52.5 | —   | 80.0 | 2.3 | 0.4 | 0.5 | 0.1 | 2.8  |
| 1997-98   | Orlando Magic               | 2  | 0  | 9.0  | 16.7 | —   | 75.0 | 2.0 | 0.5 | 0.5 | 0.0 | 2.5  |
| 1997-98   | Charlotte Hornets           | 29 | 5  | 10.5 | 38.1 | —   | 89.7 | 1.3 | 0.6 | 0.2 | 0.0 | 2.6  |